# Pacifische kabeljauw
De Pacifische kabeljauw (Gadus macrocephalus) is een straalvinnige vis uit de familie van kabeljauwen (Gadidae), orde van kabeljauwachtigen (Gadiformes). De vis is geslachtsrijp bij een lengte tussen de 40 en 85 cm en kan een lengte bereiken van 119 centimeter en een gewicht van 22,7 kg. De hoogst geregistreerde leeftijd is 18 jaar.

## Leefomgeving
De Pacifische kabeljauw is een zoutwatervis. Deze kabeljauw komt voor in een het noordelijke deel van de Grote Oceaan, van de Gele Zee noordelijk naar de Aleoeten en dan weer zuidelijk tot aan Californië; overigens wel steeds zeldzamer wordend in het zuidelijk deel van zijn verspreidingsgebied. De diepteverspreiding is 0 tot 1300 meter onder het wateroppervlak.

## Relatie tot de mens
De Pacifische kabeljauw is voor de beroepsvisserij van groot belang. De langelijnvisserij op deze vis in het Amerikaanse deel van de Beringstraat en de Aleoeten is duurzaam volgens de Marine Stewardship Council (MSC gecertificeerd). De vis is ook gewild bij zeehengelaars.